# Jardí Botànic de Barcelona

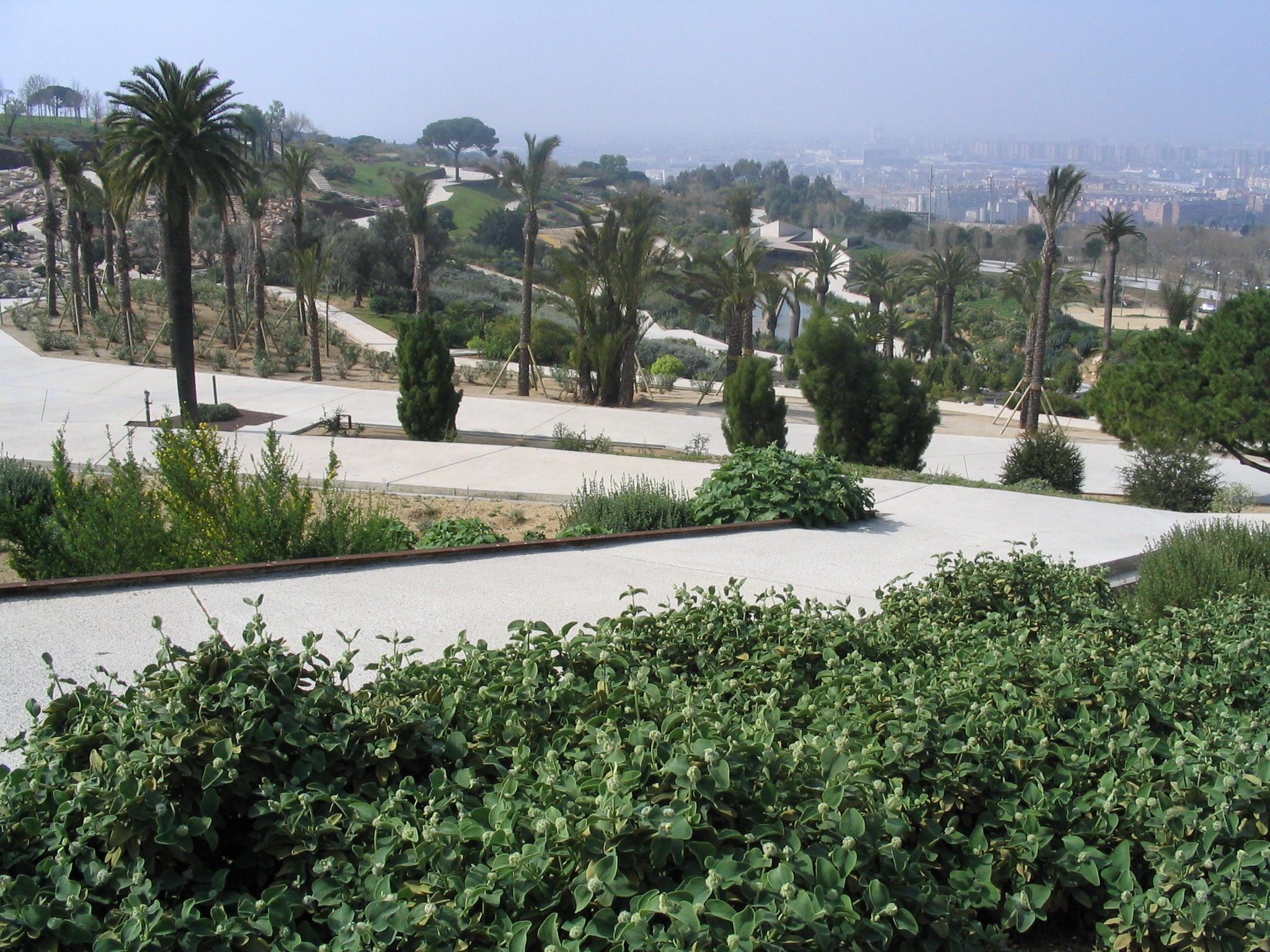

Jardí Botànic de Barcelona je botanická zahrada v Barceloně na kopci Montjuïc. Je vytvořena mezi několika stadiony použitými při letních olympijských hrách v roce 1992. Zahrada stojí na místě skládky odpadu. Mezinárodní identifikační kód "Botanická zahrada v Barceloně" jako člen "Botanic Gardens Conservation International" (BGCI) a iniciály svém herbáři je BC.
Zahrada má rozlohu 150 000m2, překonává převýšení 50 m. Hustá sít výrazných cest víceméně kopírujících terén a členících plochu na velké množství mnohoúhelníků s rovnými linkami okrajů je dominantou zahrady. Výsadba v lehce zvlněném terénu svažující se plochy je upravena jako vzdušný porost a budovy korespondují s lehkostí zeleně.
Ačkoliv botanická zahrada nazvaná Jardín Botánico Histórico de Barcelona byla založena v Barceloně již v roce 1888, tato (Jardí Botànic de Barcelona) botanická zahrada je novější z obou, byla založena roku 1999. Také by neměla být zaměňována se zahradou Jardín de Aclimatación de Barcelona s botanickým zaměřením, stojící rovněž na kopci Montjuic, a jenž byla založena kolem roku 1930.
Části botanické zahrady 'Jardí Botànic de Barcelona se specializují na rostliny z některých oblastí světa se středomořským podnebím (mediterán), a je rozdělena do oblastí, které představují některé části planety Země. Jedná se o Austrálii, Chile, Kalifornii, Jižní Afriku, západní Středomoří a východní Středomoří. Zvláštní oddíl je věnován flóře na Kanárských ostrovech.

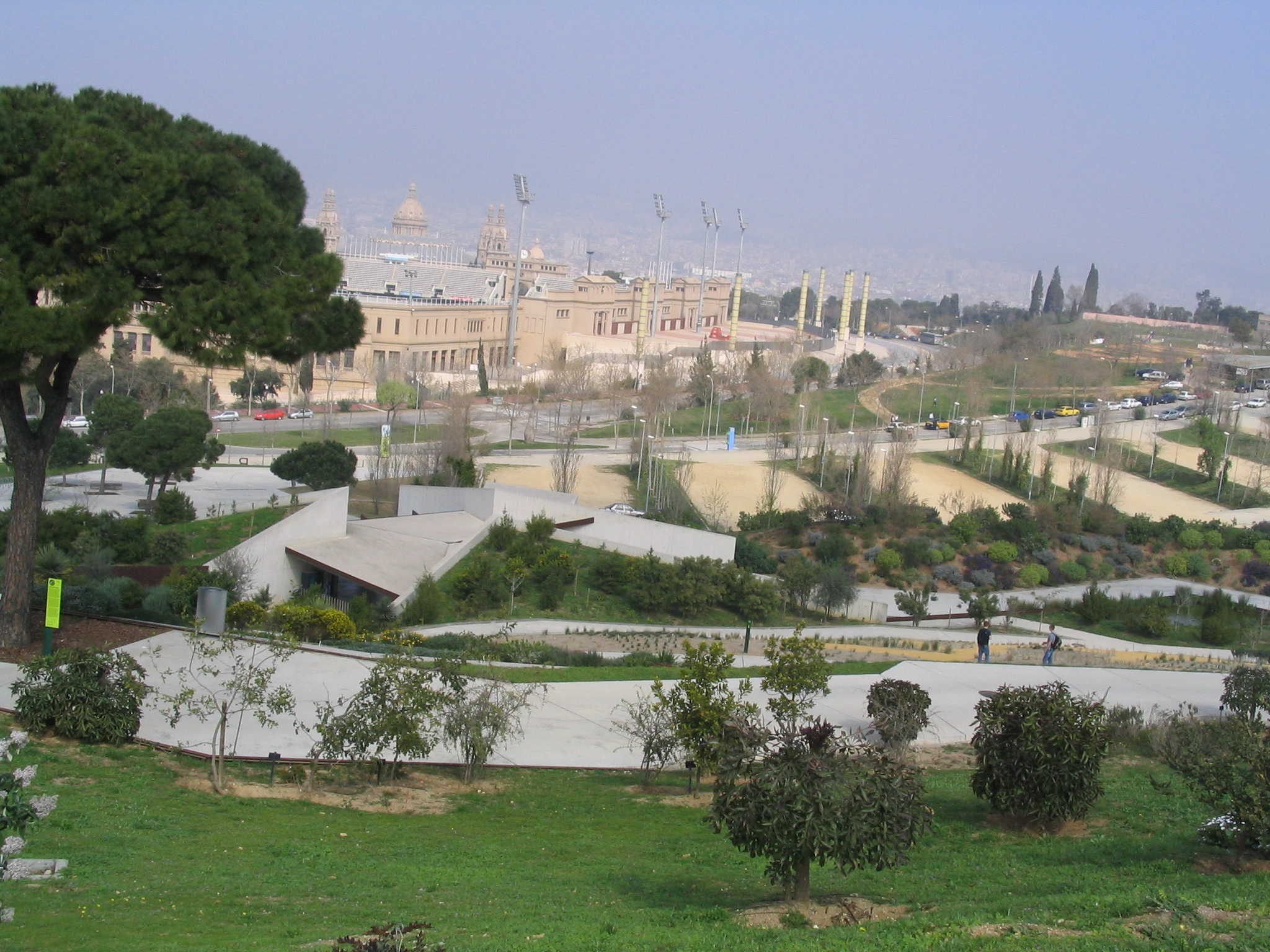
Celkový pohled
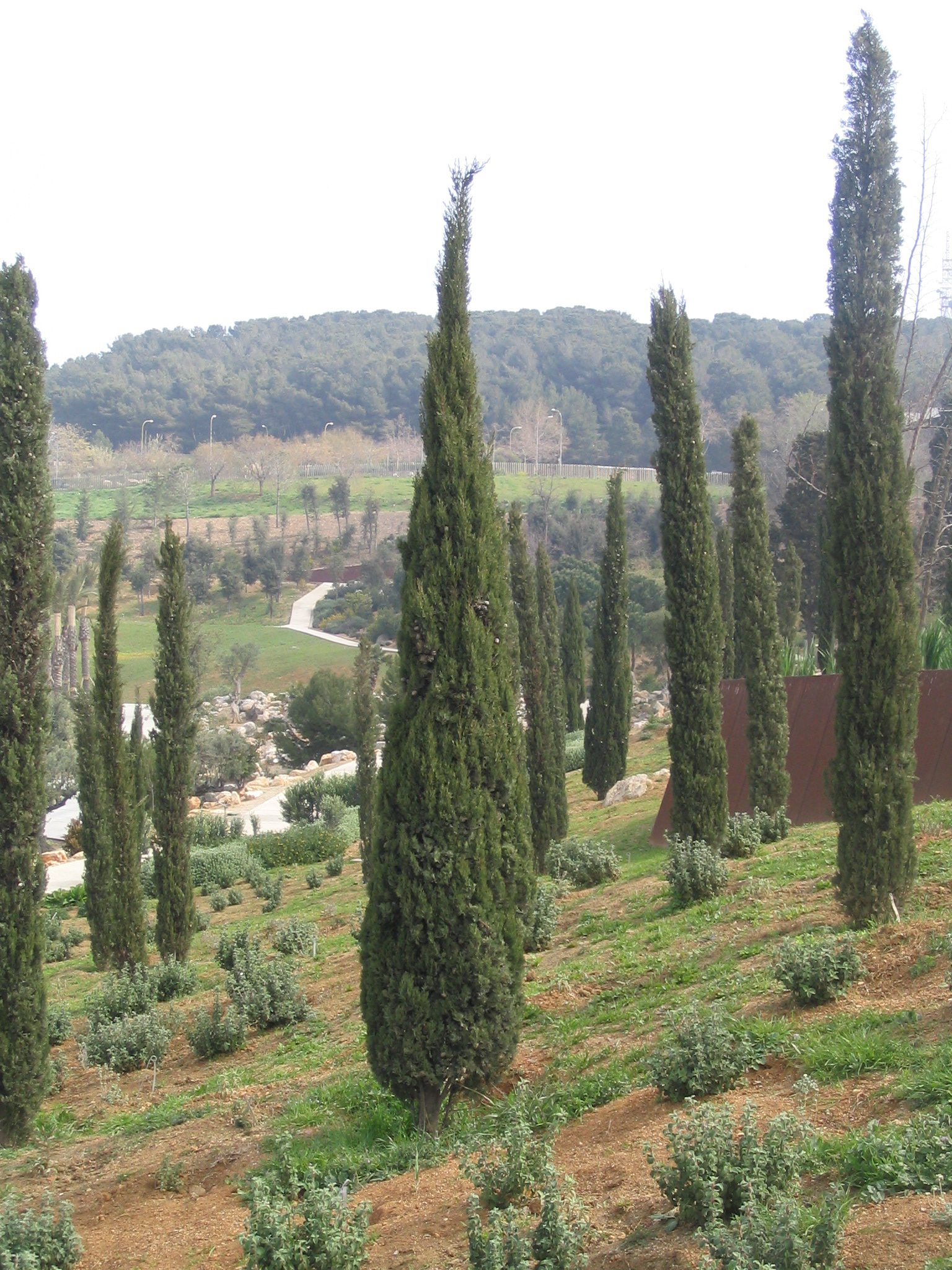
Středomoří
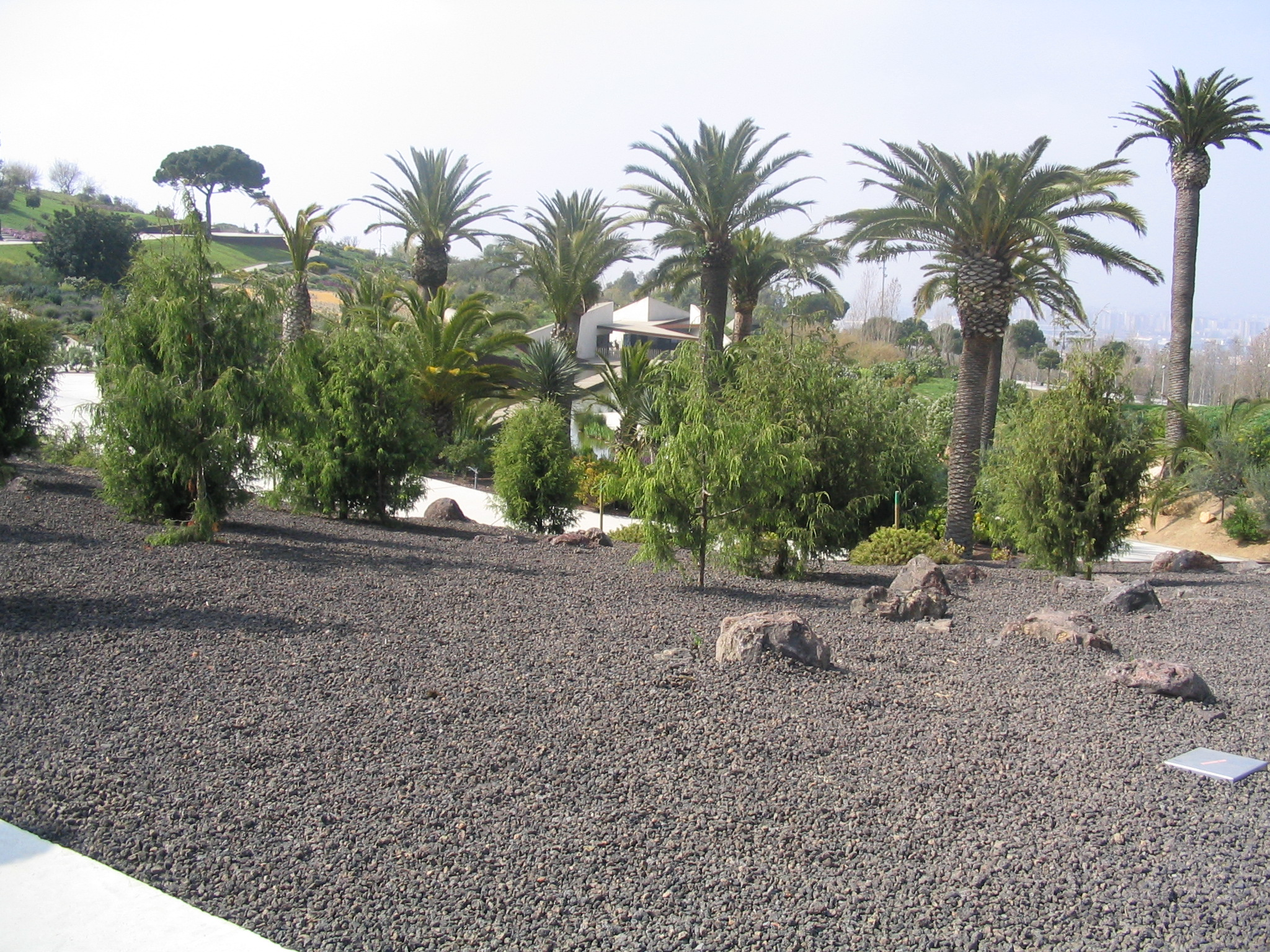
Do kompozice úpravy je vhodně začleněno i pozadí.
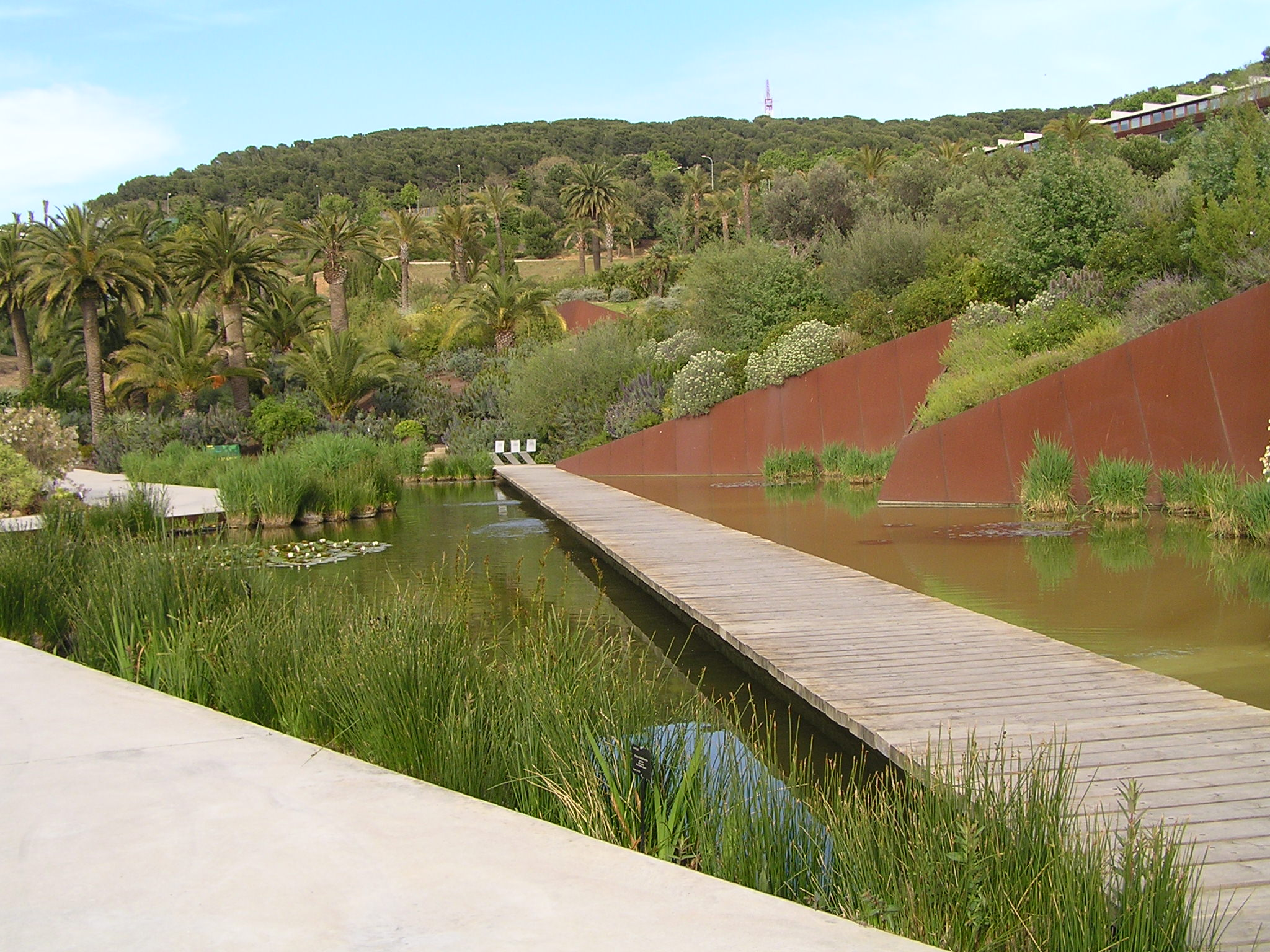
Technické struktury a přímé linie jsou dány do kontrastu s přirozeně vyhlížející výsadbou.
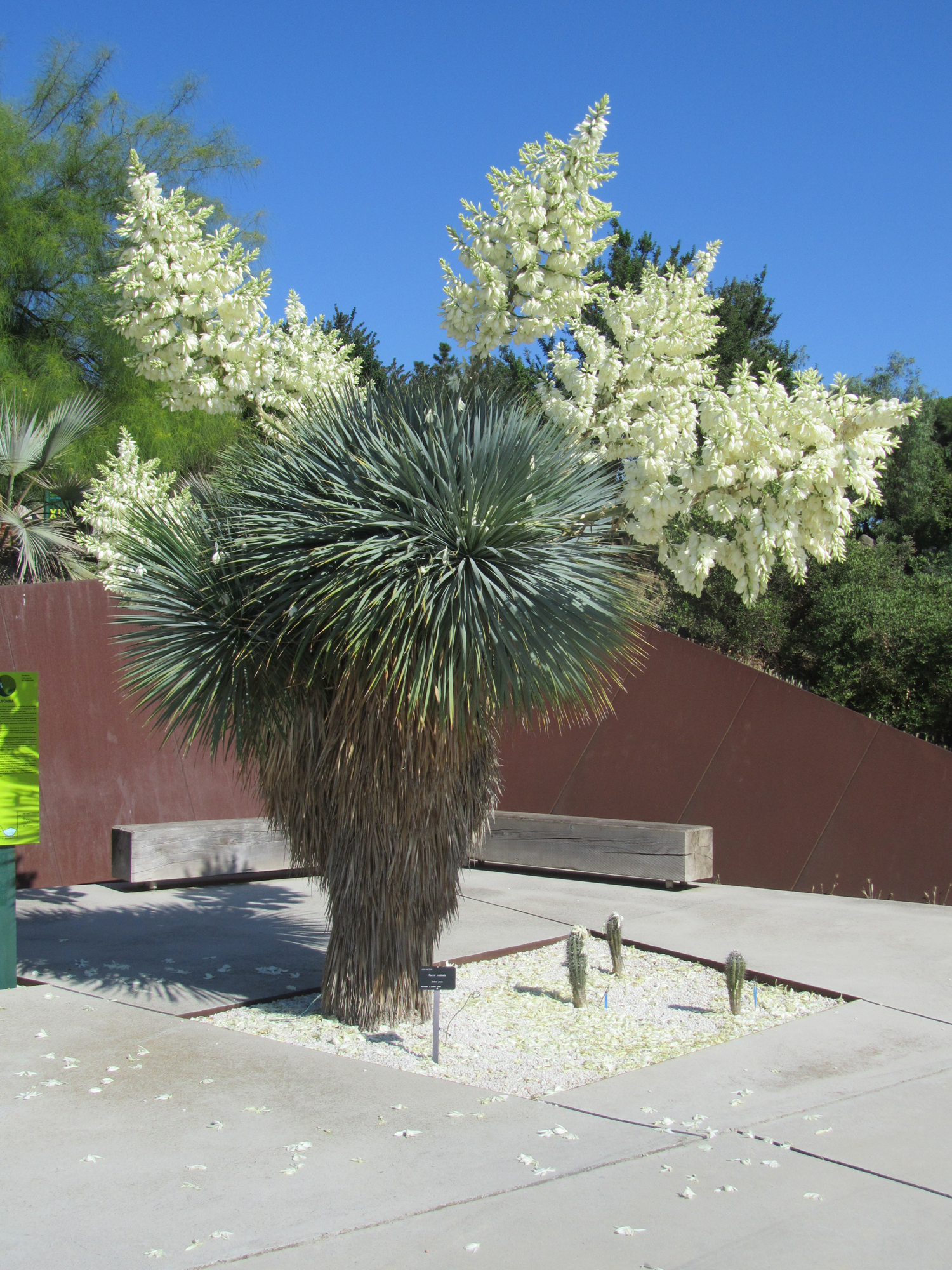
Yucca rostrata